# وارن کدی
وارن کدی (انگلیسی: Warren Caddy؛ زادهٔ ۹ آوریل ۱۹۹۷) بازیکن فوتبال اهل فرانسه است.
از باشگاه‌هایی که در آن بازی کرده‌است می‌توان به باشگاه فوتبال آژاکسیو اشاره کرد.